# Wilhelm van Gulik
Wilhelm (Heinrich Hubert) van Gulik (* 5. Januar 1873 in Weeze; † 20. April 1907 in Rom) war ein deutscher Theologe und Kirchenhistoriker.

## Leben
Wilhelm van Gulik ist der Sohn von Gerhard Theodor van Gulik, Oeconom (veraltet für Landwirt), und Mathilde van de Loo. Er studierte Theologie und erhielt am 31. Mai 1896 (Trinitatis), im Alter von 23 Jahren, in Münster die Priesterweihe. Fünf Jahre später, 1901 wurde er Domvikar in Münster, wo er auch promovierte. Anschließend verbrachte er ein Jahr zu historischen Studien in Berlin, im September 1903 wechselte er als Kaplan an die deutsche Nationalstiftung auf dem Campo Santo Teutonico in Rom, wo er Vize-Rektor wurde. Er starb vier Jahre später im Alter von 34 Jahren und wurde auf dem Campo bestattet.
Sein Name ist heute vor allem bekannt aufgrund seiner Arbeit an Konrad Eubels Hierarchia catholica medii aevi, darüber hinaus wegen seiner Arbeiten zum aus Westfalen stammenden Kardinal Johannes Gropper (1503–1559).

## Werke
- Hierarchia catholica medii aevi, sive Summorum pontificum, S.R.E. cardinalium, ecclesiarum antistitum series ab anno 1198 usque ad annum 1431 perducta, 1898, hrsg. von Konrad Eubel, Wilhelm van Gulik
- Der Scholaster Johannes Gropper und seine Thätigkeit im Churfürstentum Köln bis zum Jahre 1540, Münster 1902, 63 Seiten. Universität Münster
- Die Konsistorialakten über die Begründung des uniert-chaldäischen Patriarchates von Mosul unter Papst Julius III. In: Oriens Christianus. 1904 Band. 4: S. 261–277. archive.org
- Ein mittelalterliches Formular der Letaniae maiores, in: Römische Quartalschrift für Christliche Altertumskunde und Kirchengeschichte (RQAKG), Band 18, 1904
- Johannes Gropper (1503–1599): ein Beitrag zur Kirchengeschichte Deutschlands, besonders der Rheinlande im 16. Jahrhundert, Freiburg im Breisgau 1906, 278 Seiten. archive.org